# Vågehamn (Vestbygda)
Vågehamn est une localité du comté de Nordland, en Norvège.

## Géographie
Administrativement, Vågehamn fait partie de la kommune de Lødingen.